# Lionel Gelber Prize
Der Lionel Gelber Prize ist ein kanadischer Literaturpreis. Mit dem Preis wird seit 1990 alljährlich ein Sachbuch in englischer Sprache ausgezeichnet, welches sich einem außenpolitischen Thema widmet und dabei die öffentliche Debatte zu wichtigen internationalen Fragen vertieft („... a literary award for the world’s best non-fiction book in English on foreign affairs that seeks to deepen public debate on significant international issues...“). Der Preis wurde 1989 von dem kanadischen Diplomaten Lionel Gelber (* 1907) ins Leben gerufen. Er ist mit 15.000 CAD dotiert. Die Preisverleihung wird von The Lionel Gelber Foundation in Zusammenarbeit mit dem Magazin Foreign Policy und der Munk School of Global Affairs and Public Policy an der University of Toronto organisiert.

## Preisträger
- 1990: The Search for Modern China von Jonathan D. Spence
- 1991: Code of Peace: Ethics and Security in the World of the Warlord States von Dorothy V. Jones
- 1992: Truman von David McCullough
- 1993: Cruelty and Silence: War, Tyranny, Uprising and the Arab World von Kanan Makiya
- 1994: Blood and Belonging: Journeys Into the New Nationalism von Michael Ignatieff
- 1995: Age of Extremes: The Short 20th Century 1914–1991 von Eric Hobsbawm
- 1996: Inside the Kremlin's Cold War: From Stalin to Khrushchev von Vladislav Zubok und Constantine Pleshakov
- 1997: Aftermath: The Remnants of War von Donovan Webster
- 1998: Loosing the Bonds: The United States and South Africa In the Apartheid Years von Robert Kinloch Massie
- 1999: King Leopold's Ghost: A Story of Greed, Terror and Heroism In Colonial Africa von Adam Hochschild
- 2000: A Great Wall: Six Presidents and China: An Investigative History von Patrick Tyler
- 2001: John Maynard Keynes: Fighting for Britain 1937–1946 von Robert Skidelsky
- 2002: Special Providence: American Foreign Policy and How It Changed the World von Walter Russell Mead
- 2003: America Unbound: The Bush Revolution in Foreign Policy von Ivo H. Daalder und James M. Lindsay
- 2004: Ghost Wars: The Secret History of the CIA, Afghanistan, and Bin Laden, from the Soviet Invasion to September 10, 2001 von Steve Coll
- 2005: Jahr des Preises wurde an das aktuelle Jahr angepasst.[2]
- 2006: Bury the Chains: Prophets and Rebels in the Fight to Free an Empire's Slaves von Adam Hochschild
- 2007: The Looming Tower: Al Qaeda and the Road to 9/11 von Lawrence Wright
- 2008: The Bottom Billion: Why the Poorest Countries are Failing and What Can Be Done About It von Paul Collier
- 2009: A Choice of Enemies: America Confronts the Middle East von Lawrence Freedman
- 2010: The Generalissimo: Chiang Kai-shek and the Struggle for Modern China von Jay Taylor
- 2011: Polar Imperative:  A History of Arctic Sovereignty in North America von Shelagh D. Grant
- 2012: Deng Xiaoping and the Transformation of China von Ezra F. Vogel
- 2013: Plutocrats: The Rise of the New Global Super-Rich and the Fall of Everyone Else von Chrystia Freeland
- 2014: The Blood Telegram: Nixon, Kissinger, and a Forgotten Genocide von Gary J. Bass
- 2015: The Last Empire: The Final Days of the Soviet Union von Serhii Plokhy
- 2016: Objective Troy: A Terrorist, A President, and the Rise of the Drone von Scott Shane
- 2017: A Rage for Order: The Middle East in Turmoil, from Tahrir Square to ISIS von Robert F. Worth
- 2018: Red Famine: Stalin's War on Ukraine von Anne Applebaum
- 2019: Crashed: How a Decade of Financial Crises Changed the World von Adam Tooze
- 2020: The Light that Failed: A Reckoning von Ivan Krastev und Stephen Holmes
- 2021: Trade Wars are Class Wars: How Rising Inequality Distorts the Global Economy and Threatens International Peace von Matthew C. Klein und Michael Pettis
- 2022: The American War in Afghanistan von Carter Malkasian